# Ketaaketi
KETAAKETI e. V.  ist eine Organisation zum Zwecke der „konsequenten Umsetzung des innovativen KETAAKETI-Entwicklungszusammenarbeit-Modells: Auf der Grundlage der KETAAKETI Mikrofinanzierungen - zinslos, mit Weitergabeprinzip, in ausschließlich landeseigener Regie - wird die Existenz ärmster Familien und gleichzeitig der Schulbesuch derer Kinder gefördert und stabilisiert“; bisher in Nepal, Sierra Leone, Burundi, Liberia, Simbabwe, Ecuador, Madagaskar, Gambia, DR Kongo, Tansania, Uganda und Guinea. „Ziel ist die Ausweitung auf weitere Länder“.
Die UNESCO zeichnete KETAAKETI 2008 für ihr innovatives Modell partnerschaftlicher Entwicklungsarbeit mit dem Nachhaltigkeitspreis "Dekade Projekt - Bildung für eine nachhaltige Entwicklung" aus. 2019 wurde die Gründerin von KETAAKETI, Anneli-Sofia Räcker, für die Entwicklung und erfolgreiche Umsetzung dieses neuen Konzepts der Entwicklungs-Zusammenarbeit mit dem Bundesverdienstkreuz am Bande ausgezeichnet. In dem 2022 erschienenen Buch "KETAAKETI - Wie ärmste Länder sich selbst entwickeln" beschreibt sie ihr Modell "weg von dem vorherrschenden Geber-Nehmer-Prinzip, der sogenannten Entwicklungshilfe, hin zu globaler Solidarität und konsequenter Selbstbestimmung" ausführlich. Im 2024 erschienenen Folgeband "Eine lebenswerte Zukunft aus eigener Kraft" berichten KETAAKETI-Partner aus den unterstützten wirtschaftlich ärmsten Ländern in landesspezifischen, anschaulichen Darstellungen über ihre persönlichen Erfahrungen mit diesem Modell.

## Gründung und Entwicklung
KETAAKETI (auf nepalesisch bedeutet das Wort „Kinder“) wurde im Jahr 2007 von Anneli-Sofia Räcker in Bremen gegründet, nachdem sie Nepal 2006 bereist hatte. In Nepal arbeitet KETAAKETI nach dem Prinzip der Arbeitsteilung und Vernetzung in einer Kooperation auf Augenhöhe mit der „Society for the protection of women and children“ (SPOWC/Rajesh Regmi) und der "Children Development Society Nepal" (CDSN/Khem Adhikari) zusammen. 2017 starteten nach demselben Prinzip erste Schul- und Mikrofinanzierungsprojekte für ärmste Schulkinder und deren Eltern in Tassoh Island/- und Gbinti/Sierra Leone sowie 2019 im Osten von Sierra Leone. Kooperationspartner in Sierra Leone sind Usman Conteh mit der „Society for Empowering the Needy“ (SEN) und Yembeh Mansaray mit der NGO „Mindokatie Salone“. Mittlerweile ist KETAAKETI in acht Ländern aktiv. In Burundi ist Augustin Nibitegeka Projektleiter der Partnerorganisationen "Iterambere Iwacu" und "Arame", deren Ziel die Initiierung landwirtschaftlicher Mikrofinanzierungsprojekte und die Förderung der Mutter-Kind-Gesundheit ist. Donatienne Niyonizigiye leitet dort die NGO "Fondation Umuco". Leiter der NGO "Sustainable Livelihoods Support Program" in Liberia ist Frank Sonor. Bei der NGO "Chiedza Chenyika" in Simbabwe steht die Unterstützung und Selbstermächtigung von Frauen, die dort das "Rückgrat der armen Agrargesellschaft sind", mittels Mikrofinanzierungen im Vordergrund der Arbeit. 2023 kommt die NGO "PUR" von Fenosoa Tolojanahary in Madagaskar hinzu. Die NGO "Makipurana" von Niza Aragundi, Ecuador, deren Ziel es ist, unter der Armutsgrenze lebenden Frauen zu helfen, befindet sich in der Registrierungsphase. In Gambia gründete Wenus Ann ihre NGO "Kunek di Kunyil", "um den Teufelskreis aus Armut, mangelnder Bildung, hoher Geburtenrate und schlechter gesundheitlicher Versorgung zu durchbrechen". In der DR Kongo arbeitet KETAAKETI mit Dr. Ester Allenge von der landeseigenen NGO "Idigenous women for health and equality" zusammen, in Tansania mit der lokalen NGO "Shield for better life", in Uganda mit der NGO "Charity action" und in Guinea mit der NGO "Action pour le development local et lutte la pauvrete (ADELLP).

Alle KETAAKETI-Mitarbeiter arbeiten unentgeltlich und finanzieren anfallende Kosten selbst, ggf. mithilfe speziell ausgewiesener Unterstützungen.

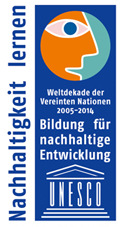
UNESCO-Auszeichnung 2008 für KETAAKET e. V.

## Grundsätze
Auf der Grundlage des Denkmodells „Weltfamilie“ (A.-S. Räcker) arbeitet KETAAKETI in einem systemischen Ansatz nach folgenden Grundsätzen
- „Sharity“(A.-S. Räcker) statt Charity  – Selbstverständlichkeit des Teilens
- Würdigung der Ärmsten  –  Ihre Ressourcen und Kompetenzen
- Landeseigene Initiative als Voraussetzung für Förderung  –   Selbstbestimmung statt Fremdbestimmung
- Zuverlässige Partnerschaft  –  in enger Verbundenheit auf Augenhöhe arbeiten; im Alltag und Krisenzeiten füreinander da sein
- Kleine Beiträge - große Wirkung  – 1 bis 5,- €  pro Kind und Monat unterstützt den Schulbesuch, 100,- €   Existenzanschub pro Familie für eine selbstbestimmte Entwicklung
- 100 %  der Spenden kommt in den Projekten an
- Nachhaltigkeit  –  durch die Säulen Sicherung des Familieneinkommens, Schülerförderung, Gesundheit der Schulkinder

Mit der Projektausweitung auf weitere Länder wird die Übertragbarkeit dieser Grundsätze auf andere Regionen und andere Kulturen evaluiert.

## Ziele
- "Initiierung und partnerschaftliche Unterstützung weiterer, ausschließlich landeseigener NGOs zum selbstbestimmten Aufbau von Mikrofinanzierungsprojekten in Dörfern und Slums",
- Sicherung des Schulbesuchs in Verbindung mit einem Existenzanschub durch Mikrofinanzierungen für die Schülereltern und gesundheitliche Stärkung der Schulkinder,
- Zusätzliche Schulunterstützung und gesundheitliche Vorsorge in landesspezifisch unterschiedlichen Modellen mit präventiver Wirkung gegen fortgesetzte Verarmung, Mädchen-Entrechtung, Gewalt und Kinderausbeutung, sowie Förderung besonders begabter Kinder nach Abschluss der Grundschule,
- Maßnahmen zur Akuthilfe in Katastrophensituationen mit nachfolgender nachhaltiger Stabilisierung der "Notprojekte",
- Ausbau der Zusammenarbeit der NGO-Leiter - gegenseitiger Expertenaustausch[1].

## Methoden
KETAAKETI initiiert die Bildung landeseigener, komplett selbständiger NGOs durch sozial tätige, engagierte und zuverlässige Landesangehörige und bildet mit ihnen eine Partnerschaft. "Auf der Grundlage der Leitprinzipien Selbstbestimmung, Unabhängigkeit, Würde und Nachhaltigkeit unterstützt KETAAKETI dann die Existenzsicherung von Familien und den Schulbesuch von Kindern. Die Arbeit in den Projekten liegt selbstbestimmt und eigenverantwortlich ausschließlich in der Hand des jeweiligen Landes".
In Nepal wird im „Ein-Euro-Modell“ der Grundbedarf (Bücher, Hefte, Teil des Lehrergehaltes) ärmster Kinder in Slumschulen, staatlichen Grundschulen und von KETAAKETI initiierten Social-classes (Schulgewöhnungsklassen für Kinder aus Analphabeten-Familien) sowie deren Gesundheitsunterstützung finanziert. Im Sinne von Nachhaltigkeit ist eine Elternbeteiligung notwendig. In den afrikanischen Partnerorganisationen stellt KETAAKETI "Schultöpfe" zur autonomen Verwendung zur Verfügung, aus denen beispielsweise Schulhilfsmittel und Maßnahmen zur Gesundheitsunterstützung finanziert werden.
Bei der "Mikrofinanzierung" erhalten vornehmlich Frauen 100 Euro als Anschubfinanzierung zum Aufbau einer eigenen wirtschaftlichen Existenz und zur Organisation in einer Kooperative. Nach erfolgreicher Existenzgründung wird dieses Geld an andere Familien weitergegeben, so dass letztlich ein sich ständig ausbreitendes soziales Netz entsteht, und diese Familien in der Lage sind, den Schulbesuch ihrer Kinder nachhaltig zu stabilisieren.  Bis 2023 wurden in den zwölf Partnerländern ca. 22.000 Schulkinder in über 200 Projekten der Partnerorganisationen gefördert und über 7.500 Familien mit Mikrofinanzierungen unterstützt. Kleine Summen, transparente Kontakte und die Systematik der Mikrofinanzierungen verhindern Korruption. Um das Sozialgefüge der Menschen in Armut nicht zu stören, fördert KETAAKETI keine Einzelpersonen, sondern nur Gemeinschaften.
Die Projektfinanzierung erfolgt durch Mitglieder- und Einzelspenden, die mit einer 100-%-Garantie in die Projekte einfließen.

Projektreisen, Praktikantenaufenthalte, ständiger Austausch zwischen der Leitung von KETAAKETI (Deutschland) und den NGO-Leitern ebenso wie kontinuierliche Information über alle Entwicklungsschritte in den Projektländern durch Vorträge, Newsletter, Homepage und Social Media sorgen für Transparenz gegenüber allen Spendern hinsichtlich Verwendung und Effekt der Spendengelder.

## Auszeichnungen
2017 Vize-Präsident von Nepal  – „Letter of Appreciation“

2017 Innenminister von Nepal  – „Certificate of Appreciation“